# Ogier d'Anglure
Ogier d’Anglure a été abbé de Saint-Victor, puis évêque de Marseille de 1496 à 1506. Il meurt le 27 avril 1506.

## Biographie
Ogier d’Anglure, fils de Simon d’Anglure grand maître de la maison du duc de Bretagne, appartient à la vieille noblesse de Lorraine. Son frère, Saladin d’Anglure, est conseiller du roi René.
Le pape Sixte IV le nomme abbé de Saint-Victor le 7 avril 1475. Le pape aurait déclaré que l’excellence du mérite d’Ogier d’Anglure et ses grandes vertus l’ont obligé à jeter les yeux sur lui pour lui donner la direction de cette maison. Il prend possession de son abbaye le 8 juillet 1475. 
Après la démission de Jean Alardeau, le pape nomme Ogier d’Anglure évêque de Marseille le 16 novembre 1496. Il prend possession de son évêché le 27 décembre 1497. 
Pendant la grande peste de Marseille l’évêque se retire dans son château d’Auriol où il résidait très souvent. En tant que seigneur d’Aubagne il règle, à la satisfaction de tous, le problème de la délimitation entre les communes d’Aubagne et de Gémenos. Peu de temps avant sa mort, il vend le four seigneurial d’Aubagne à la commune. 
Il meurt dans sa résidence d’Auriol le 27 avril 1506.